# Torrijos (Philippines)
Pour les articles homonymes, voir Torrijos.
Torrijos est une municipalité de la province de Marinduque, aux Philippines.